# Устрялов, Николай Герасимович
Никола́й Гера́симович Устря́лов (4 [16] мая 1805, Богородицкое, Орловская губерния — 8 [20] июня 1870, Царское Село) — русский историк, археограф, педагог, профессор русской истории Санкт-Петербургского университета. Адъюнкт (1837), ординарный академик (1844) Петербургской академии наук. Декан историко-филологического факультета Петербургского университета (1839—1855). Автор гимназических учебников истории.

## Биография
Родился 4 (16) мая 1805 года в селе Богородицком Малоархангельского уезда Орловской губернии. Его отец, Герасим Трифонович Устрялов (1766—1830), был крепостным управляющим князя И. Б. Куракина. В семье было 13 детей (5 из них умерло в младенчестве).
Учился в Орловской мужской гимназии (1816—1820), после окончания которой в 1821 году поступил на физико-математический факультет Санкт-Петербургского университета, но вскоре перевёлся на историко-филологический факультет, который и окончил в мае 1824 года действительным студентом; 9 июня 1824 года он поступил на службу в канцелярию министра финансов. В 1828 году он участвовал в конкурсе на место учителя истории в Третьей Санкт-Петербургской гимназии; способного юношу заметил товарищ министра народного просвещения Д. Н. Блудов и предложил ему разобрать бумаги, хранившиеся в кабинете Александра I. Работа в кабинете позволила ему ознакомиться с документами, которые затем будут использоваться им при написании «Русской истории».
С этого времени началась плодотворная научно-публикаторская деятельность учёного.
В 1830 году Устрялов перевёл и издал со своими комментариями работу французского путешественника XVI—XVII веков Жака Маржерета «Состояние Российской державы и Великого княжества Московского» (1607). В 1831 году он приступает к выпуску «Сказаний современников о Димитрии Самозванце», которые выходят в пяти томах (1831—1834) — Академия наук наградила автора Демидовской премией. В 1833 году увидели свет «Сказания князя Курбского» в двух томах — за этот труд он был вновь награждён Демидовской премией. Н. Г. Устрялов также получил орден Св. Анны 3-й степени и два бриллиантовых перстня. Публикации Устрялова имели успех и были впоследствии неоднократно переизданы. Кроме того, он получил кафедру в Главном педагогическом институте, в Императорской военной академии, в Морском корпусе.
В 1830 году Устрялов стал лектором российского языка, а в 1831 году — преподавателем всеобщей и русской истории в Санкт-Петербургском университете: сначала «без жалованья»; в 1832 году получил штатную должность адъюнкта по кафедре русской истории. В 1836 году получил степень доктора философии за диссертацию «О системе прагматической русской истории» и должность экстраординарного профессора; с 1837 по 1859 год — ординарный профессор. В 1851—1859 гг. был также деканом историко-филологического факультета. Был избран в Академию наук: адъюнкт по русской истории и древности с 13 января 1837 года, экстраординарный академик с 4 июня 1842 года, ординарный академик с 5 октября 1844 года.
В центре научных интересов Устрялова — правление Ивана Грозного, эпоха Смутного времени. Его лекции были посвящены анализу первоисточников и сопоставлению мнений различных историков по тем или иным отраслям исторической дисциплины. Учёный впервые уделил пристальное внимание истории Великого княжества Литовского.
В 1830-е годы учёный сближается с министром народного просвещения С. С. Уваровым, с которым они совместно разрабатывают известную консервативную идеологему «официальной народности»: «православие — самодержавие — народность». Николай Герасимович становится проводником триады «официальной народности» на практике.
В 1837—1841 годах Устрялов опубликовал курс своих лекций «Русская история» (пять томов) в качестве учебного пособия для студентов. В 1847 году учёный выпустил к нему дополнение «Историческое обозрение царствования императора Николая I». Рукопись учебника просматривалась и исправлялась лично императором Николаем I. Кроме учебника для студентов Устряловым были выпущены один учебник для гимназий и один для реальных училищ. Учебные пособия Устрялова были официальными и единственными учебниками по истории, по которым осуществлялось обучение вплоть до 60-х годов. Они были первыми профессиональными работами, представлявшими российскому обществу целостное и последовательное изложение исторического прошлого страны с древнейших времён до середины XIX века.

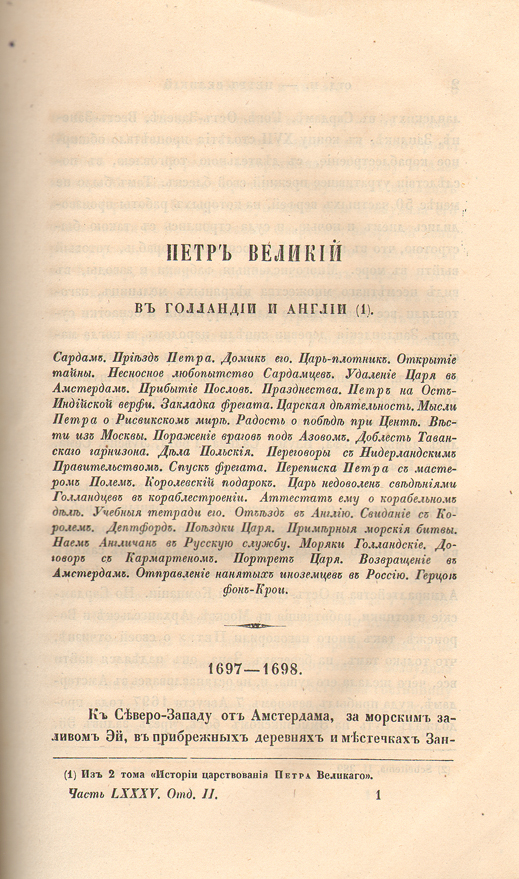
До выхода «Истории Петра Великого» её отрывки появлялись в «Журнале Министерства народного просвещения», 1855 год

Положение придворного историка поставило Устрялова в сложные отношения с коллегами-историками, порой приходилось идти на существенные уступки николаевской цензуре для достижения компромисса между научной достоверностью и бюрократическими обязательствами при публикации своих трудов,  несмотря на то, что его историческая концепция не противоречила жёстким официальным установкам в освещении исторического прошлого государства. Но в целом роль официального историографа Российской империи — продолжателя дела Н. М. Карамзина, — Устрялова вполне устраивала. Со смертью А. С. Пушкина прав на такое звание у него стало ещё больше. В 1842 году учёный был допущен к секретным государственным архивам для работы по истории эпохи Петра I. Тем самым статус ведущего российского историка был ещё раз подтверждён на самом высоком уровне.
Увольнение С. С. Уварова ничего не изменило в судьбе Устрялова: он по-прежнему придерживался доктрины «официальной народности», а Уваров с интересом бывал на его лекциях. По стечению обстоятельств С. С. Уваров являлся одним из родственников князей Куракиных, у которых отец академика Устрялова был дворовым человеком. В 1855 году умирают и Уваров, и Николай I. Все последующие годы вплоть до своей смерти учёный занят своим главным трудом: «Историей царствования Петра Великого». Из задуманных десяти томов ему удалось выпустить только первые четыре тома и том шестой. Пятый том остался нереализованным. Работа в архиве предоставила возможность учёному почерпнуть множество значительных сведений об эпохе Петра.
Но по мнению украинского историка Н. П. Василенко, автора статьи об учёном в «Энциклопедическом словаре Брокгауза и Ефрона», «В „Истории царствования Петра I“ Устрялов обращает внимание исключительно на внешние факты и факты биографические; внутренней жизни государства он совсем не касается». Эта работа настолько отвлекла Николая Герасимовича от учебного процесса, что в конце своей преподавательской карьеры он не обновлял университетских лекций и почти полностью потерял аудиторию. Д. И. Писарев свидетельствовал: «Кто только не бранил его, кто не изощрял над ним своего копеечного остроумия!»

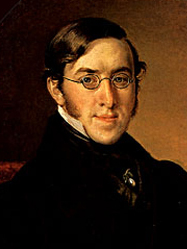
Портрет Н. Г. Устрялова кисти В. А. Тропинина

Другие шестидесятники характеризуют Устрялова следующим образом: «Как величав Устрялов! Это один из лучших и наиболее уважаемых мною профессоров» (Н. А. Добролюбов). Н. Г. Чернышевский считал историка среди «лучших профессоров, то есть наиболее славящихся», заслуживающих «полного, беспредельного уважения». Устрялов в своё время способствовал защите диссертации Н. Г. Чернышевского «Эстетическое отношение искусства к действительности». Но к эпохе 1860-х лучшие творческие годы для Устрялова остались позади. Поколение молодых людей, выросшее на лекциях Устрялова, в значительной мере отрицало «православие — самодержавие — народность» в понимании Устрялова. Хотя И. С. Тургенев, в своё время сдававший ему экзамены, под влиянием его научных работ задумывал исторический роман.
Выросло новое поколение историков: Н. И. Костомаров, К. Д. Кавелин, С. М. Соловьёв, В. О. Ключевский и др. Выходившие из печати тома с «Историей царствования Петра Великого» вызвали ряд рецензий: С. М. Соловьёв («Атеней»), А. П. Зернин («Библиотека для чтения»), К. Н. Бестужев-Рюмин («Отечественные записки» и «Русский мир»), Н. А. Добролюбов («Современник»).
Появившееся за границей (возможно, с подачи М. И. Семевского) в «Полярной звезде» (кн. 4, 1858 г.) А. И. Герцена сфабрикованное письмо А. И. Румянцева по поводу гибели царевича Алексея стало причиной ожесточённой полемики с Устряловым в журналах радикальной оппозиции. Подлинность фальшивки отстаивал в «Современнике» П. П. Пекарский, в «Русском слове» и «Библиотеке для чтения» — М. И. Семевский, причём главным возражением последнего был консерватизм воззрений Устрялова:

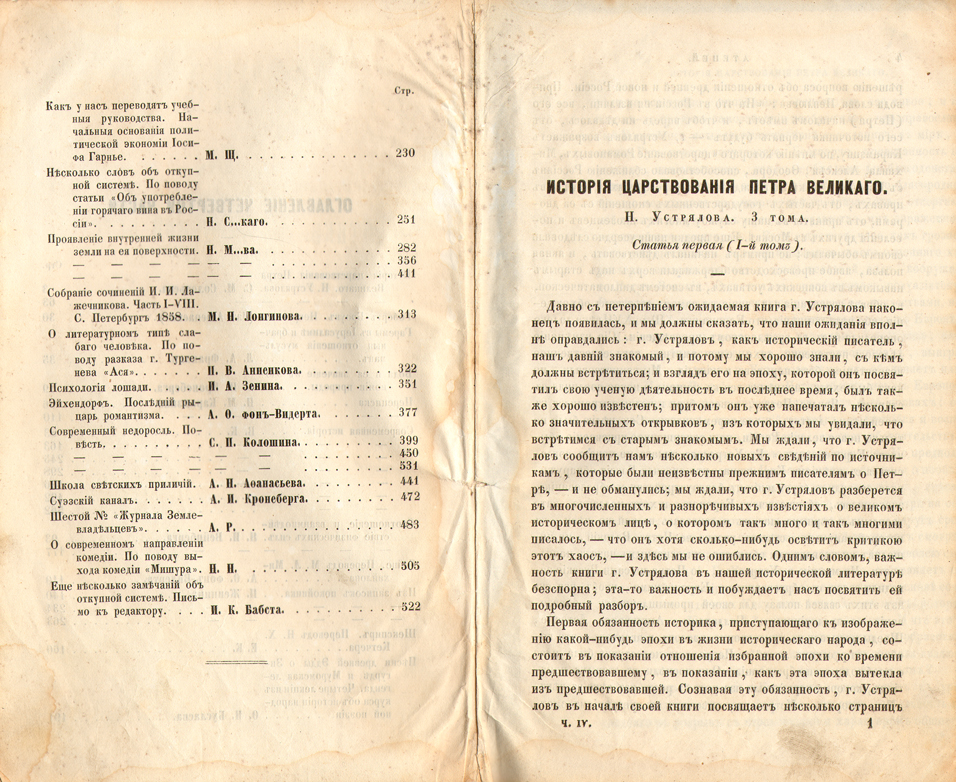
Рецензия С. М. Соловьёва в журнале «Атеней», 1858, № 27, на работу Н. Г. Устрялова

Он не представил состояния общества, в котором оно находилось, когда из среды его исторгали почётных лиц, именитых женщин, гражданских, военных и духовных сановников, когда хватали толпы слуг, монахов, монахинь — заковывали в железа, бросали в тюрьмы, водили в застенки, жгли, рубили, секли, бичевали кнутами, рвали на части клещами, сажали живых на колы, ломали на колёсах. Представить бы нам страх и смятение жителей Петербурга и Москвы, когда прерваны были по высочайшему повелению сообщения между тем и другим городом, а по домам разъезжали с собственноручными ордерами денщики, сыщики, палачи
 Однако время подтвердило правоту консервативного историка, первого, кто подверг сомнению историческую фальсификацию.
Николай Герасимович Устрялов был членом многих российских и зарубежных научных обществ, его научная деятельность отмечена орденами за исторические труды. Он состоял в переписке со многими выдающимися учёными, писателями, государственными деятелями: Проспер Мериме, император Ш.-Л. Наполеон III, королева Нидерландов Анна, король Нидерландов Вильгельм III, Э. Вогюэ и мн. др.
Был женат на Наталье Яковлевне Касовской, уроженке города Олонец, у них родился сын Фёдор (1836—1885), но год спустя Наталья Яковлевна умерла. По косвенным сведениям современников, можно предположить вторую женитьбу историка. Его вторая жена пережила своего мужа на четверть с лишним века.
Брат Николая Герасимовича — Иван Герасимович Устрялов (1818—1861) дослужился до начальника отделения канцелярии Военного министерства и получил потомственное дворянство. Внук Ивана Герасимовича, Николай Васильевич Устрялов стал впоследствии выдающимся русским публицистом, составителем сборника «Смена вех». Правнук Ивана Герасимовича, Александр Евгеньевич Шапошников — известный российский библиотековед.
Умер в Царском Селе 8 (20) июня 1870 года. Был похоронен в Петербурге на Смоленском православном кладбище, рядом с могилой брата Ивана. Сохранившийся до настоящего времени памятник на могиле историка, представляющий собой высокий крест на основании из белого мрамора, был освящён в 1896 году.

## Оценка деятельности
По мнению советского историка Н. Я. Эйдельмана,
Н. Г. Устрялов — человек весьма благонамеренный и верноподданный, но притом усердный, дотошный исследователь. Пока царствовал Николай I, Устрялов издавал, по сути, не историю Петра, а документальный панегирик прапрадеду своего императора. Однако в конце 50-х годов, когда Николая уже не было и начиналось освобождение крестьян, когда повеяло более свободным, тёплым воздухом и заговорила герценовская Вольная печать в Лондоне, — тогда-то Устрялов решился и выпустил в свет целый том, посвящённый делу Алексея... Герцен не пропустил этого обстоятельства и в одной из своих статей заметил: «Золотые времена Петровской Руси миновали. Сам Устрялов наложил тяжёлую руку на некогда боготворимого преобразователя»
«Розыскное дело», Наука и жизнь, 1971, № 9, 10.
- Проф. СПбГУ Э. Д. Фролов об Устрялове: «Он тоже был очень крупным ученым, может быть, менее импозантным, чем М. С. Куторга, но справедливости ради мы можем считать основоположниками петербургской исторической школы двоих — М. С. Куторгу во всеобщей истории и Н. Г. Устрялова в области истории русской»[4].